# Steve Missillier
Steve Missillier (Annecy, 12 december 1984) is een Frans alpineskiër. Hij nam tweemaal deel aan de Olympische Winterspelen, en behaalde hierbij 1 zilveren medaille.

## Carrière
Missillier maakte zijn wereldbekerdebuut in december 2004 tijdens de slalom in Sestriere. Op 12 december 2010 skiede Missillier naar een eerste podiumplaats in een wereldbekerwedstrijd op de slalom in Val-d'Isère. Hij won nog geen wereldbekerwedstrijd.
Tijdens de Olympische Winterspelen 2010 nam Missillier deel aan de slalom en de reuzenslalom. Op de slalom haalde hij de finish niet, op de reuzenslalom eindigde hij 13e. Op de Olympische Winterspelen 2014 behaalde Missillier de zilveren medaille op de reuzenslalom.

## Resultaten

### Wereldkampioenschappen
| Jaar | Plaats                 | Resultaten        |
| ---- | ---------------------- | ----------------- |
| 2007 | Åre                    | DNF1 Reuzenslalom |
| 2009 | Val d'Isère            | 6e Slalom         |
| 2011 | Garmisch-Partenkirchen | DNF1 Slalom       |
| 2013 | Schladming             | DNF2 Slalom       |
| 2017 | Sankt Moritz           | 18e Reuzenslalom  |

### Olympische Spelen
| Jaar | Plaats    | Resultaten                   |
| ---- | --------- | ---------------------------- |
| 2010 | Vancouver | 13e Reuzenslalom DNF2 Slalom |
| 2014 | Sotsji    | Reuzenslalom · DNF1 Slalom   |

### Wereldbeker

#### Eindklasseringen
| Seizoen   | Algm | SL  | RS  |
| --------- | ---- | --- | --- |
| 2005/2006 | 110e | 63e | 36e |
| 2006/2007 | 92e  | 54e | 25e |
| 2007/2008 | 72e  | 27e | 54e |
| 2008/2009 | 36e  | 21e | 18e |
| 2009/2010 | 34e  | 15e | 18e |
| 2010/2011 | 25e  | 12e | 21e |
| 2011/2012 | 27e  | 12e | 14e |
| 2012/2013 | 22e  | 14e | 15e |
| 2013/2014 | 31e  | 18e | 12e |
| 2014/2015 | 103e | 37e | 44e |
| 2015/2016 | 93e  | 53e | 35e |
| 2016/2017 | 58e  | -   | 18e |